# Heinrich Horn (Theologe)
Heinrich Horn (* um 1480 in Nöschenrode; † 28. Dezember 1553 in Halberstadt) war ein deutscher Theologe.

## Leben
Heinrich Horn wuchs in bescheidenen Verhältnissen auf. 1513 besuchte er die Universität Wittenberg. Zu dieser Zeit war er bereits Dechant zu St. Bonifacii in Halberstadt. Am 4. Juli 1515 wurde er von der Akademie zum Lizentiaten der geistlichen Rechte ernannt und mit dem Amte eines bischöflichen Generaloffizials zu Halberstadt betraut. Im Jahre 1520 wurde er schließlich Dechant des bedeutenden Kollegiatstifts zu Unserer Lieben Frauen. Beachtenswert war sein Verhältnis als Katholik zur Reformation, wie es in der Zusammenarbeit mit den Grafen zu Stolberg und Reformatoren wie Tileman Platner sichtbar wird.

## Gegenwart
- Die Hornstraße in Wernigerode ist nach Heinrich Horn benannt.
- Das Lyceum zu Wernigerode, durch Graf Albert Georg genehmigt, geht ebenfalls auf Horn zurück.